# Савотта

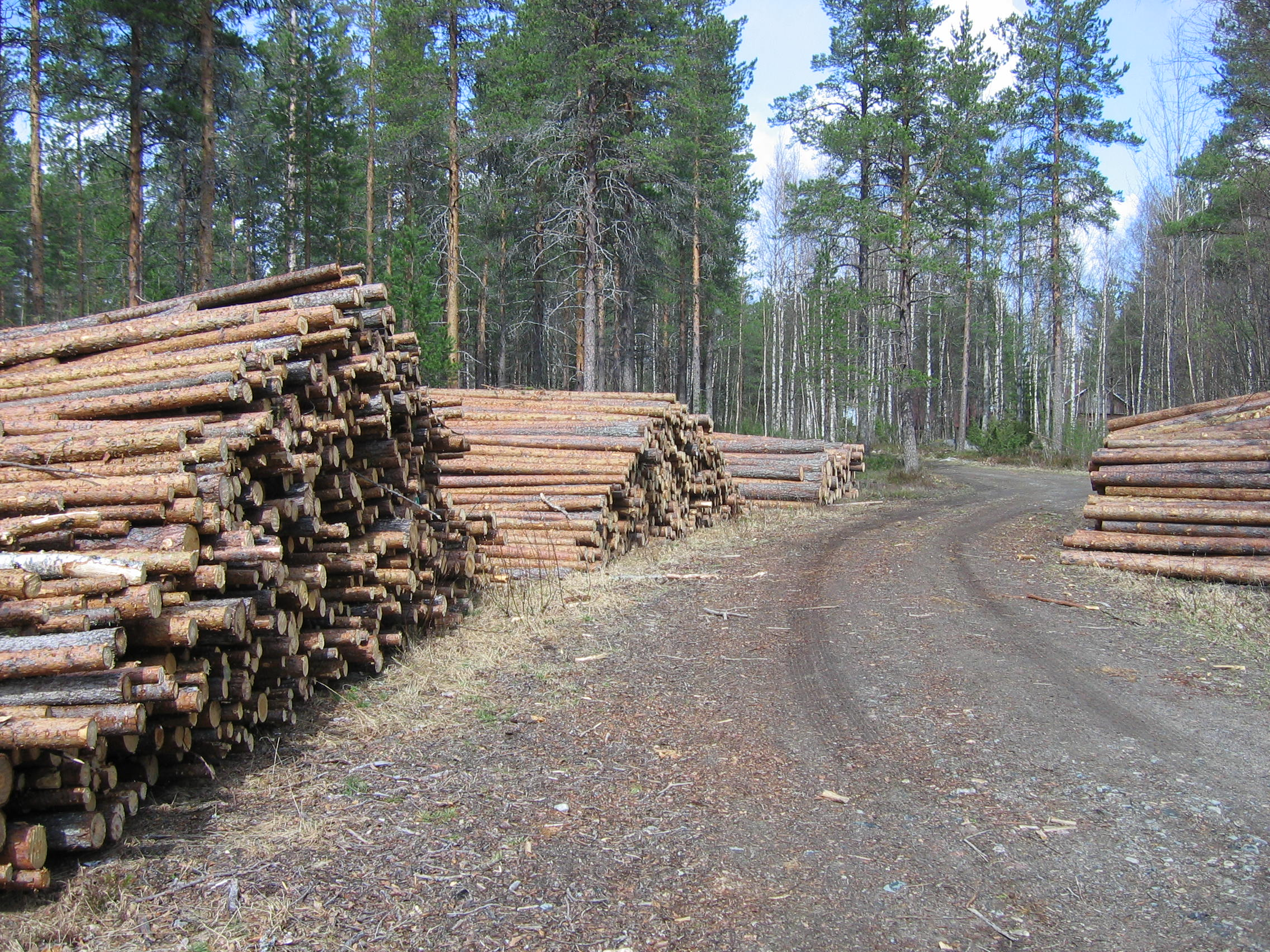
Заготовленная древесина у лесовозной дороги в Утаяpви

Савотта (фин. Savotta) — в финском языке означает лесозаготовительный участок или место проведения лесных работ. При традиционном способе заготовки древесины деревья сначала валят, затем очищают от сучьев, после чего производится их трелёвка перемещение стволов по одному к месту погрузки и дальнейшей транспортировки, например, к обочине лесовозной дороги. На Савоттах заготавливают пиловочник и дровяную древесину. Наиболее тяжёлой работой в прошлом считалось изготовление так называемого египетского бруса.
Термин Савотта также может обозначать участок по заготовке дров или по расчистке кустарника (фин. risusavotta), связанной с прореживанием молодого леса на стадии жердей либо уходом за более зрелыми посадками. В Северной Карелии слово savotta может употребляться в более широком значении — как обозначение любой рабочей площадки.

## Этапы развития
Традиционная лесная савотта вплоть до 1960‑х годов была значительным работодателем на сельских территориях: лесозаготовительные компании нанимали сельских жителей для тяжёлой, трудоёмкой работы в лесу на принадлежащих им землях. Работа в основном делилась между возчиками (фин. ajomiehet) и вальщиками леса (фин. puunkaatajat). Возчики привозили на савотту собственных лошадей и сани для перевозки древесины. Кроме них, в состав рабочей бригады савотты входили: разметчик деревьев, обмерщик древесины, «ледовщик (замораживавший колеи для санного хода), маркировщик древесины, бригадир лесозаготовок и повар. В Финляндии крупные савотты, обслуживавшие деревообрабатывающую промышленность (лесопилки и целлюлозно‑бумажную отрасль), существовали вплоть до 1950‑х годов.
Механизация лесозаготовок значительно сократила численность рабочей силы Савотт. После окончания рабочего дня работники стали уезжать домой по лесным дорогам, поэтому необходимость в рабочих бараках практически отпала. Можно сказать, что бензопила, трактор и автомобиль стали «смертным приговором» романтической эпохе Савотт. В результате от некогда многочисленных профессий сохранились лишь лесоруб, отвечающий за валку деревьев, и подрядчик, выполняющий перевозку древесины с помощью техники.
Современная лесная савотта представляет собой подрядные работы, при которых владелец леса заказывает заготовку древесины у специализированного подрядчика. Лесовладелец может также заключить с лесозаготовительной компанией так называемую стоячая продажа (фин. pystykauppa), при которой деревья продаются по корневой цене (фин. kantohinta), а компания обеспечивает вырубку с привлечением подрядчиков. В Финляндии осталось лишь три крупных общенациональных закупщика древесины: UPM, Stora Enso и Metsäliitto. Лесовладелец может также выдать местному лесохозяйственному объединению (фин. metsänhoitoyhdistys) доверенность, уполномочивающую его полностью организовать заготовку древесины и сопутствующие работы. В этом случае древесина продаётся по цене заготовленной и вывезенной на обочину лесной дороги.

## Помещения для проживания рабочих и содержания животных на савотте

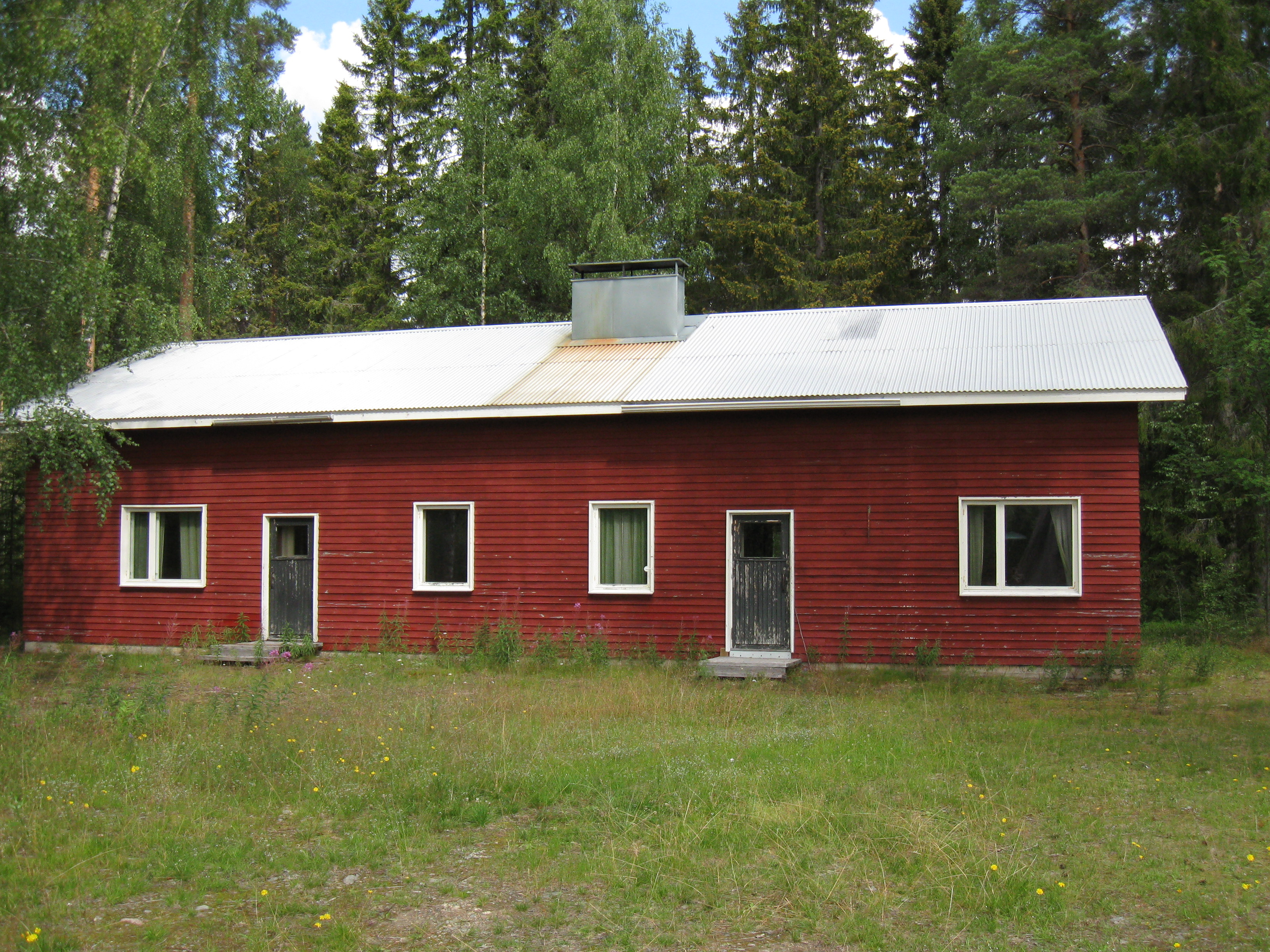
Бывшая лесозаготовительная Савоттапиртти недалеко от Понтема

Савоттапиртти жилое помещение, предназначенное для кратковременного проживания рабочих на савотте. В его состав входили общая комната с нарами (фин. pirtti), кухня и сушильное помещение. Окно‑проём между кухней и общей комнатой называли окном жизни (фин. elämänluukku), а отдельную часть здания, предназначенную для руководства, острым концом (фин. terävä pää). У женщин, работавших на кухне, имелось собственное помещение, куда вход без разрешения был запрещён. Стены савоттапиртти возводились из бревен, заготовленных на самой савотте: из них собирали простой сруб с врубками, аналогично строительству традиционного финского бревенчатого дома. Отопление обеспечивала дровяная печь‑буржуйка.
Савотта‑конюшня (фин. savottatalli) конюшня, построенная по аналогии с основным савоттапиртти и также предназначенная для кратковременного содержания животных. При конюшне, как правило, имелся сарай для хранения и ремонта инвентаря.